# Katapiang
Katapiang is een bestuurslaag in het regentschap Padang Pariaman van de provincie West-Sumatra, Indonesië. Katapiang telt 11.973 inwoners (volkstelling 2010).